# Гірськолижний спорт на зимових Олімпійських іграх 2006
Змагання з гірськолижного спорту на зимових Олімпійських іграх 2006 в Турині проходили з 12 по 25 лютого на гірськолижних трасах у Сестрієре та Чезана-Сан Сікаріо
. У рамках змагань було розіграно 10 комплектів нагород.

## Підсумки

### Таблиця медалей
| Місце | Країна    | Золото | Срібло | Бронза | Загалом |
| ----- | --------- | ------ | ------ | ------ | ------- |
| 1     | Австрія   | 4      | 5      | 5      | 14      |
| 2     | США       | 2      | 0      | 0      | 2       |
| 3     | Хорватія  | 1      | 2      | 0      | 3       |
| 4     | Франція   | 1      | 1      | 0      | 2       |
| 5     | Швеція    | 1      | 0      | 3      | 4       |
| 6     | Норвегія  | 1      | 0      | 0      | 1       |
| 7     | Швейцарія | 0      | 1      | 2      | 3       |
| 8     | Фінляндія | 0      | 1      | 0      | 1       |

### Чемпіони та медалісти
| Дисципліна                   | Золото                        | Срібло                       | Бронза                           |
| Чоловіки: швидкісний спуск   | Антуан Денер'я · Франція      | Міхаель Вальхгофер · Австрія | Брюно Кернен · Швейцарія         |
| Чоловіки: комбінація         | Тед Лігеті · США              | Івиця Костелич · Хорватія    | Райнер Шенфельдер · Австрія      |
| Чоловіки: супергігант        | Четиль Андре Омодт · Норвегія | Германн Маєр · Австрія       | Амброзі Гоффман · Швейцарія      |
| Чоловіки: гігантський слалом | Беньямін Райх · Австрія       | Жоель Шеналь · Франція       | Германн Маєр · Австрія           |
| Чоловіки: слалом             | Беньямін Райх · Австрія       | Райнфрід Гербст · Австрія    | Райнер Шенфельдер · Австрія      |
| Жінки: швидкісний спуск      | Міхаела Дорфмайстер · Австрія | Мартіна Шільд · Швейцарія    | Аня Персон · Швеція              |
| Жінки: комбінація            | Яниця Костелич · Хорватія     | Марліс Шильд · Австрія       | Аня Персон · Швеція              |
| Жінки: супергігант           | Міхаела Дорфмайстер · Австрія | Яниця Костелич · Хорватія    | Александра Майсснітцер · Австрія |
| Жінки: гігантський слалом    | Аня Персон · Швеція           | Ніколь Госп · Австрія        | Марліс Шильд · Австрія           |
| Жінки: слалом                | Джулія Манкузо · США          | Таня Поутяйнен · Фінляндія   | Анна Оттоссон · Швеція           |